# 13종 56파
13종 56파(일본어: 十三宗五十六派 쥬산슈고쥬롯파[*])란 종교단체법이 시행된 1940년(쇼와 15년) 4월 1일 이전 시점부터 존재했던 일본 불교의 전통 유력 종단들을 말한다.
13종은 각각의 종지(宗旨)이고, 56파는 그 아래의 분파들이다. 종교학상 전통 일본불교라 함은 이 56종파만 의미한다. 

## 목록
- 법상종 - 단일 종단
- 화엄종 - 단일 종단
- 률종 - 단일 종단
- 천태종
  - 천태종
  - 천태사문종
  - 천태진성종
- 진언종
  - 고의진언종
  - 진언종 동사파
  - 진언종 선통사파
  - 진언종 산계파
  - 진언종 제호파
  - 진언종 천용사파
  - 신의진언종 풍산파
  - 신의진언종 지산파
  - 진언률종
- 융통염불종 - 단일 종단
- 정토종
  - 정토종
  - 서산정토종
  - 정토종 서산심초파
  - 정토종 서산선림사파
- 정토진종
  - 정토진종 본원사파
  - 진종 오오타니파
  - 진종 타카다파
  - 진종 불광사파
  - 진종 흥정파
  - 진종 키베파
  - 진종 이즈모지파
  - 진종 성조사파
  - 진종 삼문도파
  - 진종 산원파
- 임제종
  - 임제종 건인사파
  - 임제종 동복사파
  - 임제종 건장사파
  - 임제종 원각사파
  - 임제종 남선사파
  - 임제종 대덕사파
  - 임제종 향악사파
  - 임제종 묘심사파
  - 임제종 천룡사파
  - 임제종 영원사파
  - 임제종 방광사파
  - 임제종 상국사파
  - 임제종 불통사파
  - 임제종 국태사파
- 조동종 - 단일 종단
- 일련종
  - 일치파 
    - 일련종
    - 일련종 불수불시파
    - 일련종 불수불시강문파

  - 승렬 5파
    - 현본법화종
    - 본문법화종
    - 법화종 본성사파
    - 본묘법화종 본륭사파
    - 본문종

  - 일련정종 (1900년 본문종에서 독립)
- 시종 - 단일 종단
- 황벽종 - 단일 종단